# Llengües amazigues de l'Atles
Les llengües amazigues de l'Atles marroquí són un subgrup de les llengües amazigues septentrionals parlades a les Muntanyes Atles del Marroc. Amb Intel·ligibilitat mútua, són una sola llengua parlada per potser 14 milions de persones; tanmateix sociolingüísticament són considerades llengües separades segons l'Institut Reial de la Cultura Amaziga. Són:
- Tamazight del Marroc Central parlat al centre de la Serralada de l'Atlas[3]
- Chelja o Shilha (Tashelhiyt; also rendered Tachelhit, Tasusit; inclou el judeoamazic i potser l'extingida Lisan al-Gharbi), parlada al sud del Marroc[4]
- Sanhaji de Srayr, parlada al sud del Rif
- Ghomara, parlada a la part oriental del Rif

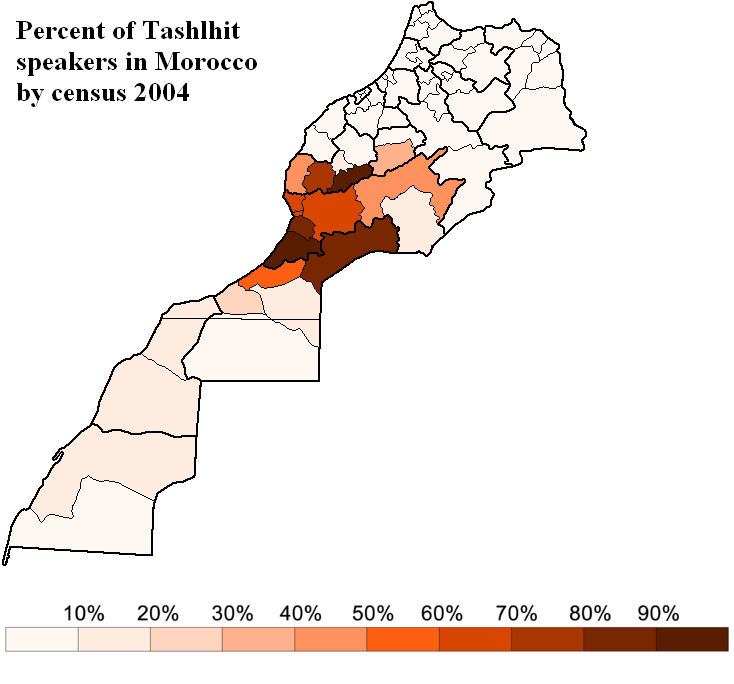
Percentatge de parlants de Tashelhit (ús quotidià, en 2004)

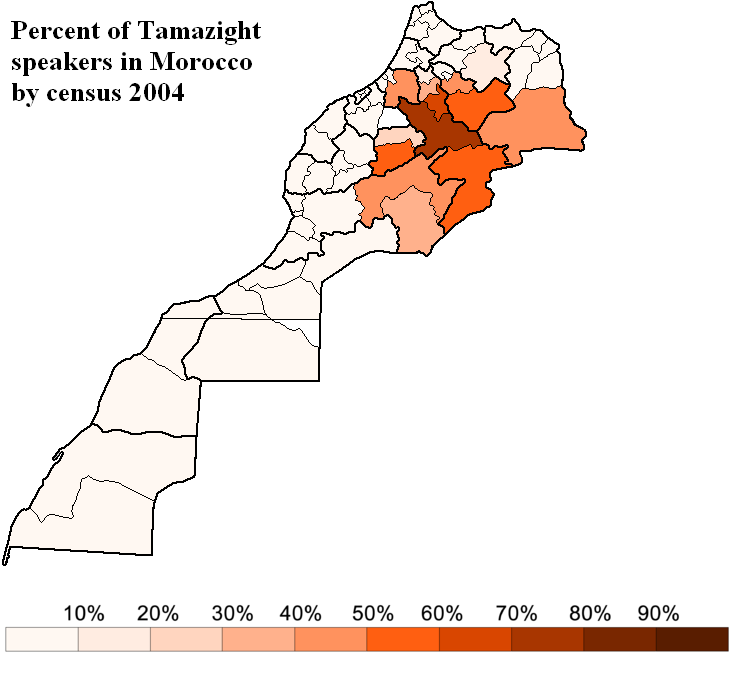
Percentatge de parlants de Tamazight del Marroc Central (ús quotidià, en 2004)